# 李文谦
李文谦（？—941年3月4日），后唐时河西军节度留后。清泰元年（934年），李文谦向朝廷请命，末帝李从珂任命他为河西节度使。几年后，李文谦被凉州人驱逐。后晋天福六年二月初四（941年3月4日），李文谦闭门自焚。
| 前任： 孙超 | 河西节度使 | 繼任： 吴继兴 |